# Ptolemaios XII Auletes
Ptolemaios XII Auletes (117–51 TCN, tiếng Hy Lạp: Αὐλητής, Πτολεμαῖος) là một pharaon Ai Cập. Auletes có nghĩa là người thổi sáo, vốn dĩ ông có biệt hiệu này vì sở thích của ông là thổi sáo.

## Cuộc sống ban đầu
Ptolemy XII cai trị trong thời kỳ Hy Lạp hóa. Ông được cho là con hoang của Ptolemaios IX với một người phụ nữ sống trong thành Alexandria. Nhưng thay vào đó ông cũng có thể là con của Ptolemy IX với Cleopatra IV.
Triều đại của ông bị gián đoạn bởi một cuộc phiến loạn lớn mà sau này dẫn đến việc ông bị lưu đày từ 58-55 TCN. Do đó, Ptolemaios XII đã cai trị Ai Cập hai lần: lần thứ nhất là từ 80-58 TCN, lần thứ hai là từ 55 TCN cho đến khi ông mất vào năm 51 TCN. Ptolemaios XII thương được miêu tả như một người đàn ông yếu đuối, bê tha, mê rượu và yêu nhạc.

## Gia đình
Ptolemaios XII có lẽ có hai người vợ. Ông kết hôn với Cleopatra V. Các con ông bao gồm:
1. Cleopatra VI (chưa chắc)
1. Berenice IV
2. Cleopatra VII
3. Arsinoe IV
4. Ptolemaios XIII
5. Ptolemaios XIV

## Lần trị vì thứ nhất (80–58 TCN)
Năm 80 TCN, người tiền nhiệm của Ptolemaios XII là Ptolemaios XI, đã bị truất ngôi bởi người dân Ai Cập. Vì Ptolemaios XI chết mà không để lại một người con trai để nối ngôi nên quyền kế vị ngai vàng thuộc về những đứa con hoang của Ptolemaios IX. Những người con hoang này sống lưu vong ở Sinope, tại triều đình của Mithridates VI, Vua xứ Pontus. Vì là người anh cả, Ptolemaios XII đã được chọn làm vua và kết hôn với chị ông, Tryphaena.

## Lưu vong tại La Mã (58–55 TCN)
Năm 58 TCN, Ptolemaios XII đã thất bại trong việc nhận xét về cuộc chinh phạt Cộng hòa Síp của người La Mã, theo đó đã dẫn đến sự bạo loạn của người dân Ai Cập vì phải nộp mức thuế cao (chủ yếu để cống cho La Mã) và phải vật vả vì giá thành tăng cao. Ptolemaios XII lúc đó đã nhanh chóng chạy trốn đến La Mã, có thể cùng với con gái ông Cleopatra VII, để tìm thấy sự an toàn. Con gái ông Berenice IV lúc này trở thành người kế vị ngai vàng. Berenice IV đồng cai trị với chị bà (hoặc có lẽ là chị) Cleopatra VI Tryphaena. Một năm sau khi Ptolemaios XII bị lưu đày, Cleopatra VI Tryphaena mất và Berenice cai trị một mình từ 57-56 TCN.
Ở La Mã (Rome), Ptolemaios XII tiếp tục theo đuổi kế hoạch phục vị cho mình nhưng ông đã gặp sự đối lập từ các thành viên của Thượng Nghị Viện. Đồng minh cũ của Ptolemaios XII là Pompey đã cho ông với con gái ông ở nhờ và thuyết phục Thượng Nghị Viện. Lúc này, Các chủ nợ La Mã đã nhận thấy rằng họ sẽ không thể nhận được nhiều lợi tức từ việc cho vua Ai Cập vay tiền mà không phục vị cho ông. Thế nên vào năm 57 TCN, áp lực từ La Mã đã buộc thượng viện phải phục vị cho Ptolemaios XII.

## Lần trị vì thứ hai (55–51 TCN)
Ptolemaios XII cuôi cùng được phục vị bằng cách trả Aulus Gabinius 10,000 talăng và yêu cầu hắn xâm lược Ai Cập năm 55 TCN. Sau khi đánh bại đội quân ở biên giời của Ai Cập, Aulus Gabinius tiếp tục cho quân tấn công cung điện nhưng lính cung điện đã nhanh chóng đầu hàng trước khi trận đấu diễn ra.
Sau khi phục hồi vương quyền, ông ra lệnh giết chết Berenice II và những người ủng hộ bà.  Con gái ông Cleopatra VII cũng trở thành nữ hoàng đồng cai trị với ông.

Trước khi qua đời, Ptolemaios XII chọn Cleopatra VII và Ptolemaios XIII làm vua và nữ hoàng Ai Cập tiếp theo.